# Bella Block: Im Namen der Ehre
Im Namen der Ehre ist ein deutscher Fernsehfilm von Andreas Gruber aus dem Jahr 2002. Es handelt sich um den 12. Filmbeitrag der ZDF-Kriminalfilmreihe Bella Block.

## Handlung
Bella Block hat eigentlich einen freien Tag und ist mit ihrem Lebensgefährten Simon Abendroth gerade in der Nähe eines Cafés, als fast vor ihren Augen ein Mann erschossen wird. Bei ihren Ermittlungen fällt Block vor allem die Gefühlskälte der Ehefrau des Opfers auf. Nachbarn meinen, dass es mit der Ehe der Bottings nicht zum Besten gestanden hätte. Er arbeitete als Lehrer und engagierte sich dort so sehr, dass sich seine Frau vernachlässigt fühlte. Auch eine hohe Lebensversicherung zu Gunsten der Ehefrau könnte ein Tatmotiv zu sein.
Kommissarin Block recherchiert auch an der Arbeitsstelle des Opfers und erfährt, dass Rainer Botting sich sehr für die albanische Schülerin Bea Fishta einsetzte. Die Ermittlerin geht dieser Spur nach und findet heraus, dass sich Bea ihrem Lehrer anvertraut hatte, weil diese von ihrem Vater sexuell missbraucht worden war. Bella Block vermutet in dem Mord an Botting eine Verdeckungstat und will Beas Vater zur Verantwortung ziehen, doch dieser flüchtet. Bea macht sich große Vorwürfe, dass sie eigentlich am Tod ihres Lehrers schuld wäre. Wenn sie geschwiegen hätte, könnte er noch leben. Ihre Brüder wollen nicht glauben, was Bea über ihren Vater sagt. Sie waren die ganze Zeit davon überzeugt, dass sie in ihren Lehrer verliebt war und dass er sich an ihr vergangen hatte. Nach ihrer Religion ist das Familienoberhaupt dafür zuständig, die Ehre der Familie wiederherzustellen. Als Bella Block Beas Vater aufspürt, hat er sich mit seinen beiden Söhnen in einem Haus verschanzt. Unter Mithilfe ihres Imams, kann Beas Vater zum Aufgeben überredet werden. Seinen Söhnen gegenüber hatte er den Mord an Rainer Botting zugegeben.

## Hintergrund
Der Film wurde in Hamburg gedreht und am 30. März 2002 um 20:15 Uhr im ZDF erstausgestrahlt.

## Kritiken
Die Kritiker der Fernsehzeitschrift TV Spielfilm vergaben die beste Wertung, einen Daumen nach oben, und meinten: „Sperrig im Umgang, souverän bei der Sache: Wie immer wühlt sich Hannelore Hoger alias Bella Block stur durch den Sumpf des Verbrechens. Das heikle Zusammenspiel von islamischer Lebensweise im deutschen Alltag bietet viel Zünd- und Gesprächsstoff.“ Fazit: „Im Namen des Zuschauers: Krimi erster Güte“.